# 藤原效應

2009年，颱風芭瑪（0917）與颱風茉莉（0918）發生藤原效應

藤原效應（英語：Fujiwhara effect），是指兩個距離不遠的水旋渦或大氣旋渦（例如熱帶氣旋），因為渦度、質量及相對位置的不同，而互相影響的狀態。藤原效應最早是由日本氣象學家藤原咲平在1921至31年間所進行的一系列水工實驗及研究發表，主要解釋當兩個熱帶氣旋同時形成並互相靠近時所產生的交互作用，因而得名。其發現兩個接近的水旋渦的運動軌跡，會以兩者連線的中心為圓心，繞著圓心互相旋轉。而大氣旋渦亦出現類似情況。
因為此效應最主要的應用就是解釋兩個熱帶氣旋互相接近時的特殊變化，所以部份氣象部門和氣象愛好者會把此現象直接稱為「雙颱效應」（英語：binary interaction）。另外由於藤原咲平在太平洋戰爭時任日本中央氣象台（今日本氣象廳）台長，任內和荒川秀俊參與研發气球炸弹，被駐日盟軍總司令部裁定為戰犯而被「公職追放」，故有些機構在政治正確因素下亦會改以「雙颱效應」稱呼此現象。

## 概要
熱帶氣旋之間的藤原效應，即使有的機構會稱雙颱風效應，但此現象不限於兩個颱風。
熱帶氣旋通常會隨著副熱帶高壓和低壓槽的轉變而移動。由於颱風本身以氣旋式（北半球為逆時針向，南半球為順時針向）旋轉，颱風以外周圍的氣流亦受其影響，為氣旋式風場（風場又稱駛流場）。若有一質點位於氣旋式風場中，必會為風場帶動，移動路徑將為氣旋式旋轉。兩個颱風即因受到彼此風場影響，會呈氣旋式互繞。實際大氣的大尺度背景風場，遠比單純雙颱風交互作用時複雜，再加上水潛熱釋放以及地球旋轉的科里奧利力（科氏力）隨緯度增加，因此兩個颱風除了互繞外，還可能產生合併、分離、拉伸等現象。
藤原效應的發生有距離的限制：兩個距離太遠的氣旋是不會發生藤原效應的。一般來說，兩個颱風通常慢慢靠近，直到相距約1000公里以內，才會受彼此影響，呈氣旋式螺旋軌跡接近，開始產生藤原效應。但到800公里左右時，有兩種情形可能發生：合併或者分離。又或者過程中可能隨颱風登陸而造成強度的減弱、消散，改變了兩個颱風的交互作用。
藤原效應的示範過程中，會在水缸內人工產生兩個水旋渦，目的是顯示它們接近時複雜的流動。

## 類型
藤原效應可大致分為：
- 單向影響型：如果兩個熱帶氣旋強弱差距較大，強氣旋會使弱氣旋繞著自身的外圍環流逆時針（北半球）或順時針（南半球）方向旋轉，直到影響力減小至有效距離以外而分離，或直到兩者合併為止。例如1994年的颱風添姆（Tim）對熱帶風暴凡妮莎（Vanessa）的影響、2006年的颱風桑美對強烈熱帶風暴寶霞的影響、2009年的台风莫拉克對强烈热带风暴天鹅的影響、2011年的颱風馬鞍對熱帶風暴蠍虎的影響、2012年颱風布拉萬對颱風天秤的影響、2013年的強烈熱帶風暴佩娃對熱帶風暴烏娜拉和熱帶低氣壓03C的影響、2016年的強烈熱帶風暴對颱風的影響。
- 雙向影響型：如果兩個熱帶氣旋的強弱差不多，則以兩者連線的中心為圓心，共同繞著這個圓心逆時針（北半球）或順時針（南半球）方向旋轉，直到有其他的天氣系統影響，或其中之一減弱為止。例如1986年的颱風韋恩和颱風薇拉、2007年的颱風米娜和颱風海貝思、2010年的强烈热带风暴狮子山和热带风暴南川、2011年的强烈热带风暴米雷和热带风暴海马與颱風洛克和颱風桑卡。

## 熱帶氣旋

### 主要例子
藤原效應多出現於西北太平洋，主要由於西北太平洋生成的熱帶氣旋較多，且出現次數較頻密，同一時間可能有兩個以上的熱帶氣旋活躍於西北太平洋，容易發生藤原效應。
在東北太平洋、北大西洋、南印度洋及南太平洋地區偶爾會見到藤原效應。北印度洋較少熱帶氣旋，而且觀測史較短，至今沒有藤原效應的文獻記載。而南大西洋因幾乎沒有熱帶氣旋生成，所以至今沒有藤原效應在該處發生。
在北大西洋方面，發生最多藤原效應的年份是1995年。當中颶風溫貝托（Humberto）和颶風艾利斯（Iris）在當年發生了藤原效應，並互相影響其運動方向，後來熱帶風暴傑里（Jerry）亦因是次藤原效應，被颶風艾利斯以互相靠近型方式拉近並影響之。1994年，熱帶氣旋帕特（Pat）與熱帶氣旋露芺（Ruth）發生了藤原效應，互相影響其運動方向，最終合而為一。2004年，颶風麗莎（Lisa）吸收另一個熱帶氣旋亦是一個例子。在東北太平洋，藤原效應的發生次數不多，其中一個例子是2005年9月18日熱帶風暴利迪婭（Lidia）被颶風馬克思（Max）拉近並吸收。
以下是一些曾發生藤原效應的熱帶氣旋之例子，當中兩個颱風發生生之藤原效應較為普遍：

#### 西北太平洋
- 颱風瑪麗（7414）／熱帶風暴妮艼（7415）
  - 路徑圖 （页面存档备份，存于）
- 颱風寶佩（7709；在日本又名為）
- 颱風艾貝（8305）／熱帶風暴班恩（8306）／熱帶風暴嘉曼（8307）
  - 路徑圖 （页面存档备份，存于）
- 颱風歐黛莎（8511）／颱風派特（8512）／強烈熱帶風暴魯碧（8513）
  - 路徑圖 （页面存档备份，存于）
- 颱風維娜（8613）／颱風韋恩（8614）
  - 路徑圖（網頁由上而下第二張圖片）
- 颱風密瑞兒（9119）／颱風耐特（9120）
- 颱風歐姬蒂（9121）／颱風派特（9122）
  - 路徑圖 （页面存档备份，存于）
- 颱風鴻雁（0003）／颱風啟德（0004）
- 颱風派比安（0012）／熱帶風暴瑪莉亞（0013）
- 颱風桑美（0014）／熱帶風暴寶霞（0015）
- 颱風丹娜絲（0115）／颱風百合（0116）
  - 颱風百合路徑圖[永久]
- 颱風風神 （0209）／颱風鳳凰（0211）
- 颱風敏督利（0407）／颱風婷婷（0408）
- 颱風玛莉亚（0607）／颱風桑美（0608）／強烈熱帶風暴寶霞（0609）
  - 路徑圖 （页面存档备份，存于）
- 颱風米娜（0723）／颱風海貝思（0724）
- 颱風芭瑪（0917）／颱風茉莉（0918）
  - 路徑圖 （页面存档备份，存于）
- 颱風妮妲（0922）／熱帶低氣壓27W（Urduja）
- 強烈熱帶風暴獅子山（1006）／颱風圆规（1007）／熱帶風暴南川（1008）
- 颱風馬鞍（1106）／熱帶風暴蠍虎（1107）
- 颱風洛克（1115）／颱風桑卡（1116）
- 颱風天秤（1214）／颱風布拉萬（1215）
- 強烈熱帶風暴佩娃（1313）／熱帶風暴烏娜拉（1314）／熱帶低氣壓03C
- 颱風燦鴻（1509）／強烈熱帶風暴蓮花（1510）
- 颱風哈洛拉（1512）／熱帶低氣壓12W
- 颱風蒲（1609）／颱風獅（1610）／颱風圓規（1611）
- 颱風奧鹿（1705）／熱帶風暴玫瑰（1706）
- 颱風尼莎（1709）／熱帶風暴海棠（1710）
- 強烈熱帶風暴安比（1810）／熱帶低氣壓13W
- 熱帶風暴銀河（2110） ／熱帶低氣壓12W
- 颱風馬勒卡（2201）／熱帶風暴鮎魚（2202）

#### 北大西洋
- 1995年颶風溫貝托（英语：Hurricane Humberto (1995)）（09L）／颶風艾瑞絲（英语：Hurricane Iris (1995)）（10L）
- 2005年颶風威爾瑪（24L）／熱帶風暴阿爾法（25L）
- 2018年颶風海倫（08L）／熱帶風暴喬伊斯（10L）

#### 東北太平洋
- 1974年颶風弗朗西斯卡（英语：1974 Pacific hurricane season）（07E）／颶風格雷琴（英语：1974 Pacific hurricane season）（08E）
- 1974年颶風艾奧尼（英语：1974 Pacific hurricane season）（14E）／颶風克爾斯滕（英语：1974 Pacific hurricane season）（17E）
- 2001年颶風吉爾（08E）／熱帶風暴亨麗埃特（09E）
- 2005年熱帶風暴利迪婭（13E）／颶風馬克斯（14E）
- 2017年颶風希拉里（09E）／颶風歐文（10E）
- 2018年熱帶風暴伊萊亞娜（11E）／颶風約翰（12E）

#### 西南印度洋
- 2008年熱帶氣旋費埃姆（08R）／熱帶氣旋古拉（09R）
- 2012年氣旋喬萬娜（09R）／中等熱帶風暴希爾瓦（10R）
- 2022年氣旋弗農（07） / 熱帶低氣壓08

#### 南太平洋
- 1998年氣旋蘇珊（英语：Cyclone Susan）（06F）／氣旋羅恩（英语：Cyclone Ron）（07F）
- 2020年氣旋雅薩/熱帶性低氣壓01F

## 外部連結
- （日語）數碼颱風：5.藤原效應 （页面存档备份，存于） - 一些藤原效應的例子。
- （日語）氣象應預報用語：藤原效應（页面存档备份，存于）
- （繁體中文）藤原效應
- （繁體中文）29.「藤原效應」是什麼？，中央氣象局
- （繁體中文）什麼是「藤原效應」？（舊版） （页面存档备份，存于），香港天文台
- （繁體中文）什麼是「藤原效應」？（新版），香港天文台